# Jost B. Jonas
Jost Bruno Jonas (* 18. Februar 1958) ist ein deutscher Augenarzt und Hochschullehrer.

## Ausbildung und Beruf
Nach seinem vorzeitigen Abitur am Werner-Heisenberg-Gymnasium Neuwied studierte Jonas von 1975 bis 1981 Medizin an der Albert-Ludwigs-Universität Freiburg; im selben Jahr 1981 promovierte er zum Dr. med. Anschließend leistete er seinen Wehrdienst als Stabsarzt bei der Bundesmarine in Flensburg. 1983 begann Jonas seine Facharztausbildung in der Abteilung für Augenheilkunde des Evangelischen Stifts St. Martin in Koblenz, 1985 setzte er sie an der Augenklinik des Universitätsklinikums Erlangen fort und legte 1987 die Facharztprüfung zum Augenarzt ab.
1988 wurde er Oberarzt am Universitätsklinikum Erlangen. Im selben Jahr habilitierte er sich mit einer Arbeit zur Morphometrie des Sehnervs. Die Ruprecht-Karls-Universität Heidelberg berief ihn 2000 auf den Lehrstuhl für Augenheilkunde Zugleich wurde er Direktor der Augenklinik am Universitätsklinikum Mannheim. 2012 war er Gastprofessor an der Universität für Traditionelle Chinesische Medizin Shandong in Jinan. Im selben Jahr ernannte die Sun-Yat-sen-Universität in Guangzhou Jonas zum Honorarprofessor.
Nach zwölfjähriger Tätigkeit als Klinikdirektor sprach das Universitätsklinikum Jonas im Oktober 2012 die Kündigung aus. Anlass war eine E-Mail von Jonas an den Geschäftsführer des Klinikums in einer Auseinandersetzung um die Zuteilung von Forschungsgeldern. Als Grund der Kündigung wurde das gestörte Vertrauensverhältnis genannt, wobei die Vertreter des Klinikums betonten, dass die fachliche Eignung Jonas’ und auch das Vertrauensverhältnis zu den Patienten nicht in Frage gestellt würden. Jonas setzte seine Arbeit als Ordinarius an der in Mannheim angesiedelten Medizinischen Fakultät der Universität Heidelberg fort, da die Stellung als klinischer Ordinarius nicht an die Stellung des Klinikdirektors gekoppelt ist.
Neben seiner Forschungs- und Lehrtätigkeit als Lehrstuhlinhaber betreibt Jost Jonas mit Dr. med. S. Panda-Jonas eine Augenpraxis in Heidelberg. Nach langer Erfahrung in Augenoperationen ist die Praxis nunmehr auf Konservative Augenheilkunde, insbesondere Glaukome, Makuladegeneration, diabetische Retinopathie und Myopie, spezialisiert.
Neben seiner Tätigkeit in Heidelberg arbeitet Jonas in ophthalmologischen Instituten in Paris, Singapur, und New York.

## Arbeitsgebiete
Themen von Jonas's Forschungsarbeiten sind die Myopie bei Kindern und hochmyopen Erwachsenen, die Glaukome und die altersassozierte Makuladegeneration. Er hat eine Klassifikation der Glaukome nach morphologischen Gesichtspunkten entwickelt. Jonas ist ein Pionier der Behandlung von diabetischer und altersbedingter Makuladegeneration (AMD) mit Hilfe von intravitrealen Injektionen von Wirkstoffen in den Glaskörper. Ein weiteres Arbeitsgebiet von Jonas ist die Epidemiologie von Augenerkrankungen; er war an Studien zu dieser Frage in China Russland und Indien beteiligt. Als Beteiligter an der internationalen Studie Global Burden of Disease, die Risikofaktoren und Folgen einer Reihe von Erkrankungen aufklären soll, befasste sich Jonas mit  Ophthalmodynamographie bei Kontaktlinsenträgern, mit Grauem Star und Glaukomen, mit Prävalenz, Prävention und Therapie der Kurzsichtigkeit, mit der Chirurgie der Netzhaut und des Glaskörpers und mit der Zellorganisation der Netzhaut.
Jonas forscht in Frankreich, Indien, Russland und der Volksrepublik China. Seine Arbeit wurde durch europäische, amerikanische und asiatische Forschungseinrichtungen gewürdigt. Jost B. Jonas erfüllt leitende Funktionen in verschiedenen internationalen wissenschaftlichen Gesellschaften. Als Editor-in-Chief ist er Mitherausgeber des British Journal of Ophthalmology.

## Mitgliedschaften und Ehrungen (Auswahl)
- Ehrenpräsident des Beijing Institute of Ophthalmology, des Forschungsinstituts des Beijing Tongren Hospital, 2004
- Mitglied der Deutschen Akademie der Naturforscher Leopoldina, 21. November 2006, Sektion Ophthalmologie, Oto-Rhino-Laryngologie und Stomatologie (Matrikel-Nr. 7110)[11]
- Research Recognition Award (Forschungspreis) der World Glaucoma Association, 2011
- Professor Robert Rich Award der Glaucoma Foundation, 2011
- Ehrenmitglied der Asia-Pacific Vitreoretinal Society, 2012
- Ehrenmitglied der Societé Franςaise d´Ophthalmologie, 2014
- Life Achievement Honor Award (Preis zur Ehrung der Lebensleistung) der American Academy of Ophtalmology, 2016[12]

## Veröffentlichungen
PubMed verzeichnet über 1400 Veröffentlichungen, an denen Jost B. Jonas beteiligt ist.
Qualifikationsarbeiten von Jost B. Jonas:
- Experimentelle Pilotstudie über die Nachweisbarkeit von geringen quantifizierten Myokardschäden durch Serumenzyme. Universität Freiburg, 1981 (Dissertation)
- Biomorphometrie des Nervus opticus. Bücherei des Augenarztes. Enke, Stuttgart 1989, ISBN 978-3-432-97951-9  (Ausarbeitung aus der Habilitationsschrift)